# الین بنس
الین ماری بنس (‎/ˈbɛnɪs/‎) یک شخصیت خیالی در برنامه کمدی موقعیت آمریکایی ساینفلد با بازی جولیا لوئیس دریفوس است. او یکی از دوستان دوست پسر سابقش جری ساینفلد است. الین به همراه جورج کاستنزا و کازمو کریمر سه خصیت دیگر ساینفلد هستند. لوئیس دریفوس برای بازی در نقش الین برنده جایزه امی، گلدن گلوب و پنج جایزه سالانه انجمن بازیگران شد. این شخصیت مورد تحسین منتقدان نیز قرار گرفت. دریفوس نقش الین را در فصل ۴۱ پخش زنده شنبه شب در سال ۲۰۱۶ دوباره ایفا کرد.

## پیوست
- مشارکت‌کنندگان ویکی‌پدیا. «Elaine Benes». در دانشنامهٔ ویکی‌پدیای انگلیسی، بازبینی‌شده در ۳۰ اکتبر ۲۰۲۴.